# Meneméni
Meneméni är en del av en befolkad plats i Grekland.   Den ligger i prefekturen Nomós Thessaloníkis och regionen Mellersta Makedonien, i den norra delen av landet, 300 km norr om huvudstaden Aten. Meneméni ligger 7 meter över havet och antalet invånare är 15 706.
Terrängen runt Meneméni är platt åt sydväst, men åt nordost är den kuperad. Havet är nära Meneméni söderut.Runt Meneméni är det mycket tätbefolkat, med 10 000 invånare per kvadratkilometer. Närmaste större samhälle är Thessaloníki, 3,3 km sydost om Meneméni. Runt Meneméni är det i huvudsak tätbebyggt.